# Copa Catalunya masculina de baloncesto
Copa Catalunya es el nombre dado al grupo regional de Cataluña en el campeonato de Primera División de Baloncesto, que es el sext nivel del sistema español de liga de baloncesto, después de la Liga ACB, LEB Oro, LEB Plata, Liga EBA y Supercopa. Es administrado por la Federación Catalana de Baloncesto desde 1999 y se juega bajo las reglas FIBA.

## Formato
Está formado por 28 equipos divididos en dos grupos de 14, disputando una liga. Cada equipo tiene que jugar con todos los demás equipos de su grupo dos veces, una en casa y la otra en el pabellón del oponente. Cada victoria suma dos puntos al equipo en el ranking de la liga, mientras que cada pérdida suma solo uno. Al final de la liga:
- Los cuatro mejores equipos de la temporada regular de cada grupo avanzan a "Fase Final".
- Los ganadores de los cuartos de final juegan Final Four. El Campeón asciende a Liga EBA.
- El peor equipo de cada grupo queda descendido al CC 1ª Categoría.
- Los equipos clasificados entre las posiciones diez y trece de cada grupo juegan los play-offs de descenso, los perdedores son descendidos al CC 1ª Categoría.

A la mitad de la liga, se organiza un partido All Star, a su propia discreción. El formato de este partido es enfrentar a una selección de jugadores del Grupo 01 con una selección de jugadores del Grupo 02.

## Temporadas

### Copa Catalunya
Todas las temporadas de Copa Catalunya desde 1999.
| Temporada | Equipos | Ciudad de la Final Four | Campeón                    | Subcampeón                 | Tercer lugar          | Cuarto lugar               |
| --------- | ------- | ----------------------- | -------------------------- | -------------------------- | --------------------- | -------------------------- |
| 1999–00   | 16      | Formato de liga         | CB Vic                     | CB Navàs                   |                       |                            |
| 2000–01   | 32      | Cornellá de Llobregat   | CB Cornellà B              | CB Alella                  | CB Adepaf Figueres    | CB Sant Boi                |
| 2001–02   | 32      | Alella                  | CB Granollers              | Maristes Ademar            | CB Alella             | BC Andorra                 |
| 2002–03   | 32      | Igualada                | AD Torreforta              | CB Igualada                | BC Martorell          | CB Grup Barna              |
| 2003–04   | 32      | Granollers              | CB Roser                   | UER Pineda de Mar          | CB Sant Pere Terrassa | CB i Unió Manresana        |
| 2004–05   | 32      | Andorra la Vieja        | BC Andorra                 | AB Esplugues               | UB Sant Adrià         | Maristes Ademar            |
| 2005–06   | 32      | Ripollet                | CB Ripollet                | AE Sant Andreu de Natzaret | CN Sabadell           | CB Adepaf Figueres         |
| 2006–07   | 32      | San Feliú de Llobregat  | CB Viladecans              | CB Santfeliuenc            | CB AESC-Ramon Llull   | AE Sant Andreu de Natzaret |
| 2007–08   | 32      | Seo de Urgel            | CB Mollet                  | AE Sedis Basquet           | CB Vilaseca           | CB Sant Josep Badalona     |
| 2008–09   | 32      | Martorell               | AE Sant Andreu de Natzaret | CB Vilaseca                | AB Badalona 2005      | BC Martorell               |
| 2009–10   | 32      | Barberá del Vallés      | UE Barberà                 | AB Badalona 2005           | CB Castellbisbal      | CB Viladecans              |
| 2010–11   | 32      | Sitges                  | CB Sitges                  | CCR Collblanc-Torrassa     | CB Viladecans         | CB Sant Josep Badalona     |
| 2011–12   | 32      | Badalona                | SE Lluïsos de Gràcia       | CB Sant Josep Badalona     | CN Reus Ploms         | UE Mataró                  |
| 2012–13   | 32      | Quart                   | CB Quart                   | UE Montgat                 | CB Pardinyes          | CB Santa Coloma            |
| 2013–14   | 32      | Martorell               | BC Andorra B               | CB Salt                    | JAC Sants             | BC Martorell               |
| 2014–15   | 32      | Mollet del Vallès       | CB Igualada                | CB Castellbisbal           | CB Mollet             | UE Barberà                 |
| 2015–16   | 32      | San Adrián de Besós     | UB Sant Adrià              | CB Sitges                  | CB Viladecans         | CB Grup Barna              |
| 2016–17   | 28      | Salou                   | AE Boet Mataró             | CB Sant Josep Badalona     | CB Vic                | CB Roser                   |
| 2017–18   | 28      | Salou                   | CB Esparreguera            | CB Salou                   | S.E.S.E.              | FC Martinenc               |
| 2018–19   | 28      | Calafell                | Maristes Ademar            | AE Badalonès               | CB Roser              | SE Lluïsos de Gràcia       |

### Copa Federació
| Temporada | Ciudad Final  | Campeón        | Resultado | Subcampeón             |
| --------- | ------------- | -------------- | --------- | ---------------------- |
| 2011-12   | Martorell     | CB Igualada    | 72 – 54   | BC Martorell           |
| 2012-13   | Barcelona     | BC Martorell   | 90 – 67   | CB Santa Coloma        |
| 2013-14   | Castelldefels | BC Andorra B   | 62 – 51   | Arenys Bàsquet         |
| 2014-15   | Mataró        | AE Boet Mataró | 65 – 57   | El Masnou Basquetbol   |
| 2015-16   | Viladecans    | UB Sant Adrià  | 90 – 69   | CB Sant Josep Badalona |

### All Star
| Temporada | Ciudad                | Campeón                 | Resultado | Subcampeón                | MVP                             | Concurso de mates               | Concurso de triples   |
| --------- | --------------------- | ----------------------- | --------- | ------------------------- | ------------------------------- | ------------------------------- | --------------------- |
| 2016-17   | Cornellá de Llobregat | Equipo blanco (Grupo 1) | 78 – 75   | Equipo azul (Grupo 2)     | Alex López (CB Santa Coloma)    | Marquie Smith (AE Boet Mataró)  | Juli Garrote (CB Vic) |
| 2017-18   | Sabadell              | Equipo blanco (Grupo 1) | 92 – 70   | Equipo azul (Grupo 2)     | Rubén Morales (CB Esparreguera) | Marquie Smith (CB Castellar)    |                       |
| 2018-19   | Manresa               | Equipo negro (Grupo 2)  | 94 – 91   | Equipo amarillo (Grupo 1) | Pedro Cuesta (AE Badalonès)     | Guillem Sánchez (CB Cerdanyola) |                       |
| 2019-20   | Granollers            | Equipo rojo (Grupo 2)   | 97 – 80   | Equipo azul (Grupo 1)     | Luis González (UE Sant Cugat)   | Jordi Puig (Ripollet)           |                       |